# Chesias soubryana
Chesias soubryana là một loài bướm đêm trong họ Geometridae.